# El Carmen (metrostation)
El Carmen is een metrostation in het stadsdeel Ciudad Lineal van de Spaanse hoofdstad Madrid. Het station werd geopend op 28 mei 1964 en wordt bediend door lijn 5 van de metro van Madrid.